# Fomboni Football Club
El Fomboni Football Club és un club de futbol de la ciutat de Fomboni, Comores. Va néixer l'any 1985 per la fusió de Molaïli i Kaza Sport. El 2005 es fusionà amb Rafal Club.

## Palmarès
- Lliga de Comores de futbol:[2]

2001-02, 2014, 2019
- Copa de Comores de futbol:[3]

2015